# Поход ледокола «Арктика» на Северный полюс 1977 года
Поход ледокола «Арктика» на Северный полюс 1977 года — экспедиция ледокола «Арктика», завершившаяся первым достижением Северного полюса кораблём в надводном положении.

## Подготовка похода
Решение о походе «Арктики» на полюс было принято 13 июля 1977 года, когда министр морского флота СССР Т. Б. Гуженко подписал план организационно-технических мероприятий по подготовке рейса. Его подготовка проходила в Мурманском морском пароходстве, она была поручена начальнику пароходства В. И. Игнатюку и начальнику администрации Северного морского пути К. Н. Чубакову. Министр морского флота СССР Т. Б. Гуженко стал руководителем рейса, К. Н. Чубаков — его заместителем.
Ледокол «Арктика» являлся головным кораблём серии из шести судов и вторым атомным ледоколом в мире после «Ленина». Атомоход мощностью 55 МВт на валах в 1975 году был принят в эксплуатацию. Первым капитаном ледокола в 1971 году был назначен опытный ледовый капитан Ю. С. Кучиев. В 1974—1977 годах ледокол выполнил ряд рейсов по маршруту Северного морского пути и был готов к сложному походу.
Ещё в конце XIX века адмирал Макаров высказывал идею достижения Северного полюса на ледоколе. В частности, в своей лекции 1897 года «К Северному полюсу — напролом» Макаров утверждал, что по расчётам Афанасьева, минимальная мощность, необходимая ледоколу для достижения полюса летом, должна быть не менее 14,7 МВт (20 тыс. л. с.).
Разработка маршрута этого похода для исследователей полярных льдов была новой задачей. По мнению капитана судна Юрия Кучиева, плавание в таких льдах — это очень рискованное мероприятие. Наиболее критичными могут стать поломка конуса гребного вала, это может повлечь за собой потерю винта. Результатом такой поломки будет снижение мощности ледокола на одну треть. Поэтому прокладка маршрута велась с использованием данных многолетних наблюдений за поведением ледовых полей. Эти данные летом 1977 года подготовил сотрудник ААНИИ И. П. Романов, который занимался изучением льдов с 1950-х годов.
Экипаж судна (примерно 150 моряков) для экспедиции был усилен научными и техническими специалистами, в этом рейсе на борту судна было 207 человек.
В экспедиции принимали участие сотрудники институтов и предприятий:
- ЦНИИ имени А. Н. Крылова, задачей группы стало исследование работы гребных винтов в условиях предельных нагрузок.
- Института атомной энергии имени И. В. Курчатова, которые контролировали работу всей энергетической установки судна.
- Рижского института гражданской авиации, которые к рейсу разработали специальный прибор, дистанционно определявший толщину ледового покрова.
- 10 сотрудников ААНИИ, руководил которыми известный полярник И. П. Романов. Этот коллектив выполнял комплексную программу:
  - Научно-оперативное обеспечение похода, составление метеорологических и ледовых прогнозов;
  - Изучение проходимости ледокола в различных ледовых условиях;
  - Исследование механизма взаимодействия корпуса ледокола со льдом.

Для обеспечения похода на берегу были созданы два специальных подразделения:
- группа штаба морских операций при Диксонском управлении гидрометслужбы;
- группа штаба морских операций в ААНИИ (Ленинград).

Взаимодействие этих трёх подразделений позволяло всё время похода иметь на ледоколе разностороннюю информацию о существующей и ожидаемой ледовой обстановке, метеорологических условиях по курсу ледокола, создавались суточные прогнозы погоды. Подгруппа ААНИИ вылетала на бортовом вертолёте МИ-2 в ледовую разведку, подбирая оптимальный путь на сложных участках. Другая подгруппа исследовала поведение корпуса ледокола при его активном взаимодействии со льдом в различных рабочих режимах. Эти специалисты работали в трюмных помещениях судна.
Из-за сложности задачи, поставленной организаторами экспедиции, был предпринят ряд мер безопасности:
- На борт судна был принят аварийный запас продовольствия, рассчитанный на восемь месяцев.
- Судно было укомплектовано материалами для строительства ледового аэродрома.

По мнению эксплуатационщиков, ажурные винты диаметром 5,7 метра не выглядели вызывающими доверия. Несмотря на это, винты судна отработали нормально.

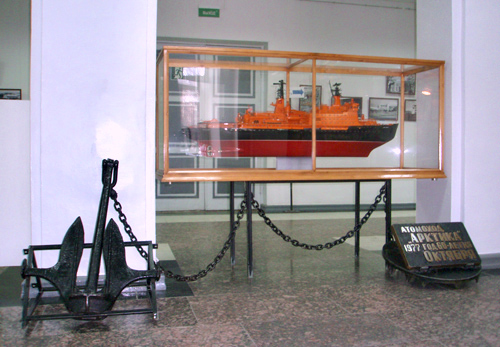
Мемориал в честь покорения ледоколом «Арктика» Северного полюса в 1977 году в областном краеведческом музее Мурманска

## Экспедиция
Поход был посвящён 60-летию Великого Октября. За время похода ледокол преодолел 3852 морских мили, в том числе 1200 миль с преодолением многолетнего льда.

### К полюсу
9 августа 1977 года министр прибыл на борт судна, и «Арктика» вышла из Мурманского порта.
Результатом первоначальных расчётов ледовой обстановки стало направление из Мурманска на север по прямой.
В процессе следования полярник В. Н. Купецкий настоял на изменении направления, указав, что льды по направлению от Карского моря к Северному полюсу менее крепкие, и следует идти на штурм полюса именно по этому направлению.
Его поддержали капитаны-полярники и представители ААНИИ (в первую очередь — И. П. Романов) и новый маршрут был утверждён.
Так как многолетний сибирский лёд дрейфует от берегов Новосибирских островов через полюс к берегам Гренландии, появляются два обстоятельства:
- Толщина льда по мере приближения старения льда нарастает, это позволяет ледоколу идти хорошим ходом большую часть пути, и снижение скорости из-за повышения толщины льда постепенно проявляется ближе к полюсу.
- За счёт попутного дрейфа к скорости ледокола прибавлялась скорость дрейфа. Прирост был незначительным, за те семь суток, когда ледокол шёл к полюсу, за счёт попутного дрейфа прирост составил около 20—25 миль[3].

Ледокол следовал через Карское море в море Лаптевых, пройдя проливом Вилькицкого.
Достигнув 130 меридиана, экспедиция повернула на север и придерживалась этого направления вплоть до достижения Северного полюса.
Фактически судно следовало по пологой дуге между 125 и 130 градусами восточной долготы.
С 14 августа ледокол вошёл во многолетние льды, началось преодоление ледяного покрова:

С отдельными скоплениями многолетнего льда мы встречались во время плавания на «Ленине» и на «Арктике» до этого похода, но ледяные поля толщиной в несколько метров — такие нам преодолевать не приходилось…— капитан судна Ю. С. Кучиев
.
Капитан ледокола в этой части рейса постоянно использовал данные ледовой разведки и по возможности обходил наиболее мощные ледовые преграды.
Несмотря на это, ледоколу неоднократно пришлось испытывать трудности.
Руководитель рейса Тимофей Гуженко позже называл эту часть похода «камнедробилкой», так как в этих льдах «Арктика» шла «продвигаясь ударами: взад-вперед, взад-вперед».
16 августа 1977 года при прохождении участка в районе 88—89-й широт при ухудшении видимости ледокол встретил поле тяжёлого пакового льда, который оторвался от канадского массива. При преодолении этой перемычки тяжёлого льда два раза произошло заклинивание ледокола.

### На полюсе
Было политически важно выйти точно на точку полюса, что было непростой задачей для навигационных приборов того времени.
Эту задачу службы корабля успешно выполнили во взаимодействии со специалистом ААНИИ И. П Романовым, который к тому моменту уже много десятков раз бывал на вершине мира.
По окончании рейса Илья Павлович Романов был награждён орденом Ленина.
Радиограмма в Москву с борта ледокола
17 августа 1977 года в 4 часа утра по московскому времени атомный ледокол впервые в мире достиг в активном плавании географической точки Северного полюса.
С борта корабля был спущен парадный трап и в 9 часов 40 минут по московскому времени на Северном полюсе был поднят флаг Советского Союза.
Капитан Юрий Кучиев прикрепил к флагштоку древко от флага экспедиции Георгия Седова в 1912—1914 гг., найденное 30 июля 1938 г. на мысе Аук острова Рудольфа (арх. Земли Франца-Иосифа) Зуевым Ф. Н. и Лебедевым И. С. — членами экспедиции О. Ю. Шмидта.
Как и во многих других экспедициях к полюсу, участники экспедиции протоптали «кругосветный маршрут»: круг диаметром около 40 метров, по которому можно было пересечь все меридианы за короткое время.
Старший техник Рафик Булатов из куска резины изготовил сувенирный «почтовый» штемпель с надписью: «Северный полюс. Атомный ледокол „Арктика“ 17 августа 1977 г.».
Этим штемпелем были проштампованы конверты, открытки и фотографии.
Штемпель был поставлен примерно на 100—120 конвертах и открытках.

### Возвращение
«Арктика» провела на вершине мира 15 часов, за это время научные сотрудники экспедиции провели запланированные исследования и наблюдения. Стоянка позволила водолазам проверить состояние винтов ледокола, после положительного заключения ледокол был готов отправиться в обратный путь в Мурманск.

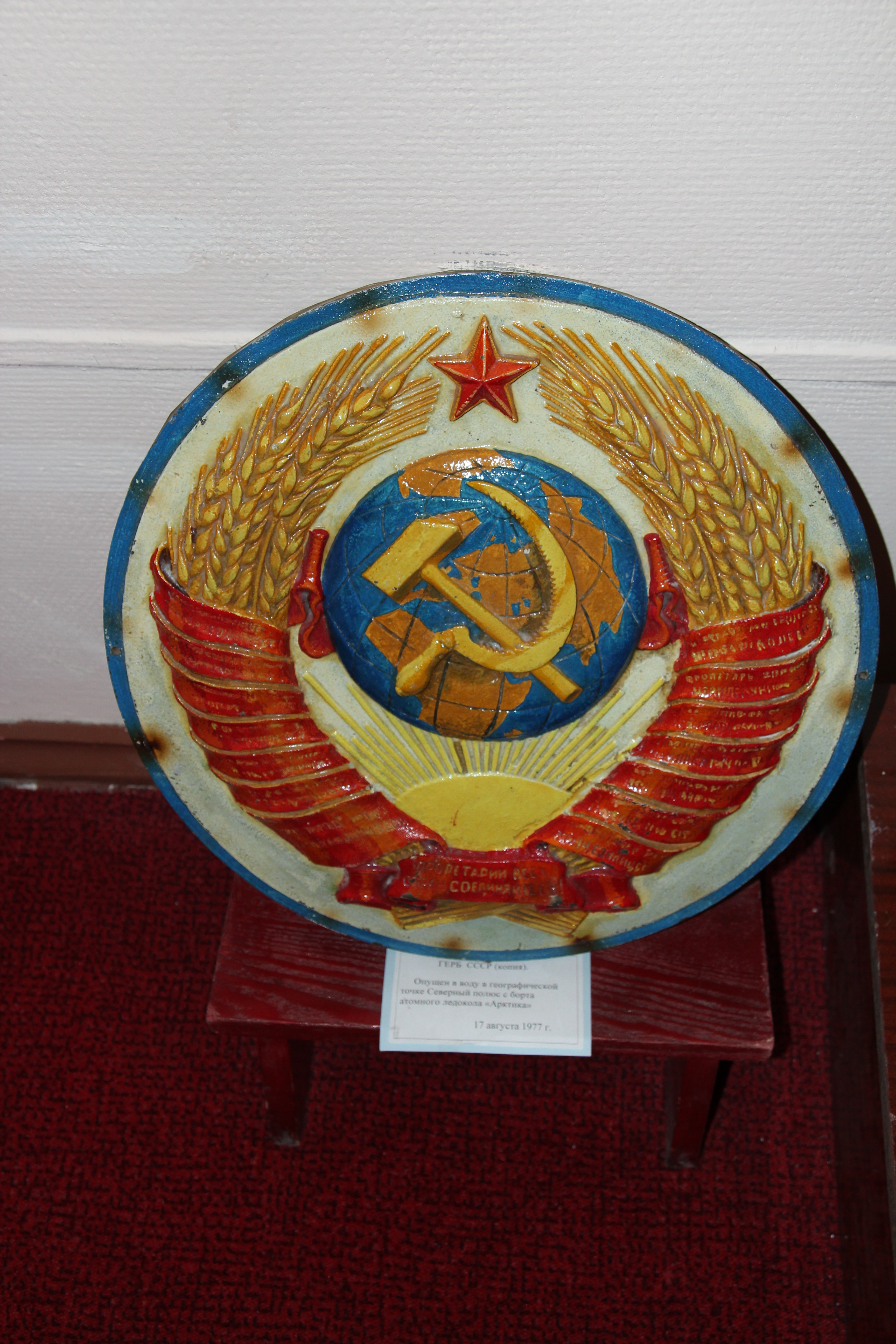
Копия герба СССР, опущенного на Северный полюс с ледокола Арктика (экспозиция музея Мурманского морского пароходства)

Последним мероприятием перед уходом с Северного полюса стало оставление в этом месте специального памятного знака.
В его состав входили:
- Памятная металлическая плита, на которой был выгравирован Государственный герб СССР
- Капсула с проектом конституции СССР и текстом гимна, а также и сувенирный штемпель похода.

Точная копия капсулы находится в фондах Музея Арктики и Антарктики.
Обратный маршрут был проложен по прямой в сторону Мурманска.
Так же, как и дорога к полюсу, путь от полюса был проложен по дуге в обход Земли Франца-Иосифа между 55 и 40 градусами восточной долготы.
В этой части маршрута исследовалась возможность работы ледоколов в высоких широтах.
Интерес к этому вопросу объяснялся тем, что существует возможность высокоширотной ледовой проводки: высокоширотный маршрут между Мурманском и Беринговым проливом примерно на треть короче длины трассы Северного морского пути.
Из-за возросшей сложности льдов повысились требования к метеорологам, группа ААНИИ продолжала активно выполнять работы, связанные с прокладкой курса судна.

## Итоги экспедиции
В результате экспедиции была практически доказана возможность осуществления круглогодичной навигации по кратчайшим маршрутам Северного Ледовитого океана, а также возможность транзитного прохождения Северного морского пути.

### Научные исследования
Представители ААНИИ во время экспедиции собрали уникальные данные о поведении корпуса ледокола при взаимодействии со льдом в разных рабочих режимах. Эти данные были обработаны вскоре после возвращения специалистов в Ленинград. В результате анализа полученных материалов был достигнут прогресс в ряде областей исследования: основными результатами стали новые методики прочностных расчётов корпусов ледоколов и транспортных судов.
Кроме этого были получены важные данные по поведению винтов ледокола при преодолении и рубке пакового льда.
Впервые были опробованы приборы для определения толщины ледяного покрова. Эти приборы показали свою действенность и в течение нескольких лет были доработаны и широко внедрены. Кроме этого, была практически опробована система спутниковой навигации в условиях высоких широт. Эта система была ещё практически несовершенна, для определения местоположения судну было необходимо останавливаться на несколько часов.
По результатам рейса был выполнен доклад об итогах гидрометеорологического обеспечения, который был представлен на заседании коллегии в Главном управлении Гидрометеослужбы СССР. Этот доклад представляли директор Института Арктики и Антарктики А. Ф. Трешников и руководитель группы ААНИИ в экспедиции И. П. Романов.
Кроме этого были предложены новые способы проводки караванов.

### Награждение участников похода
Все участники похода были награждены орденами и медалями, звания Герой Социалистического Труда были удостоены:
- капитан ледокола Юрий Кучиев,
- главный механик Олег Пашнин,
- старший мастер атомной паропроизводящей установки Фидус Асхадуллин
- руководитель экспедиции Министр морского флота Тимофей Гуженко.

Ледокол «Арктика» был награждён Орденом Октябрьской Революции, начальник Мурманского морского пароходства Владимир Игнатюк, отвечавший за подготовку экспедиции, был награждён орденом «Знак Почёта».